# Nasdaq
Il NASDAQ (acronimo di National Association of Securities Dealers Automated Quotation, inglese per «Associazione nazionale degli operatori in titoli con quotazione automatizzata») è il primo esempio al mondo di mercato borsistico elettronico, cioè di un mercato costituito da una rete di computer.

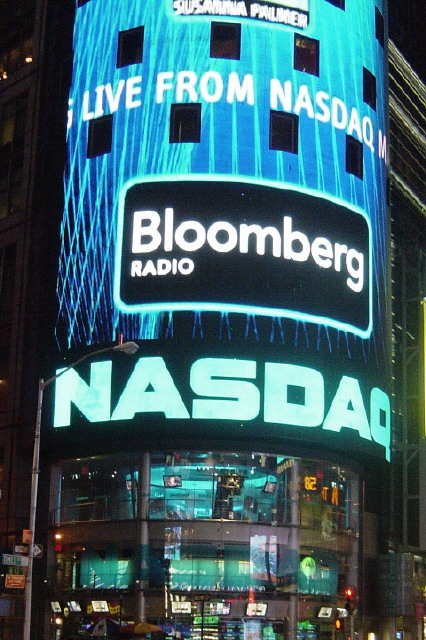
Il logo del Nasdaq proiettato a Times Square

## Storia
La sede si trova a Times Square. Il NASDAQ è, essenzialmente, l'indice dei principali titoli tecnologici della borsa americana; vi sono anche quotate compagnie di molteplici settori, tra cui quelle informatiche come Microsoft, Cisco Systems, IBM, Apple, Google, Yahoo, Facebook e Amazon. L'andamento del NASDAQ è misurato da diversi indici, tra cui principalmente il NASDAQ Composite Index e il NASDAQ-100.
Il nuovo gruppo borsistico è stato istituito a New York il 5 febbraio 1971. All'inizio del terzo millennio il Nasdaq è stato caratterizzato da una forte volatilità, dovuta al boom della cosiddetta New Economy. L'indice, dopo essere partito l'8 febbraio 1971 con un valore iniziale di 100 punti, ha raggiunto un massimo storico di 5132 punti il 10 marzo 2000, in pieno boom della New economy prima del successivo scoppio della bolla delle dot-com, che ha riportato l'indice a ridosso dei 1000 punti. Negli anni successivi si è assistito dapprima a una stabilizzazione e poi a una risalita, che portato l'indice a superare i 10000 nel corso del 2020.
Il picco massimo mai raggiunto attualmente è stato toccato il 19 Febbraio 2025 quando ha toccato i 22,222.61.

## Indici
Sul NASDAQ sono quotate le azioni non solo delle società ad alto contenuto tecnologico, quindi appare un intero sistema di indici, ognuno dei quali riflette la situazione nel rispettivo settore dell'economia. Ora ci sono tredici tali indici, che si basano sulle quotazioni dei titoli scambiati nel sistema elettronico NASDAQ.

### Nasdaq Composite
L'indice Nasdaq Composite comprende le azioni di tutte le società quotate in borsa NASDAQ (per un totale di oltre 5000). Il valore di mercato viene calcolato come segue: il numero totale di azioni della società viene moltiplicato per il valore di mercato corrente di una singola azione.

### Nasdaq-100
Il Nasdaq-100 comprende 100 delle più grandi società di capitalizzazione, le cui azioni sono scambiate sulla borsa NASDAQ. L'indice non include le società del settore finanziario. A partire dal 2021, il 57% del Nasdaq-100 è costituito da società tecnologiche. Sulla borsa Nasdaq, Il Fondo sotto il ticker QQQ ripete con alta precisione le dinamiche del Nasdaq-100.

### Altri indici NASDAQ
- NASDAQ Bank Index — per le aziende del settore bancario
- NASDAQ Biotechnology Index — per aziende mediche e farmaceutiche
- NASDAQ Computer Index — per le aziende che sviluppano software e hardware per computer
- NASDAQ Financial Index — per le società del settore finanziario, ad eccezione di banche e compagnie di assicurazione
- NASDAQ Industrial Index — per le aziende industriali
- NASDAQ Insurance Index — per le compagnie di assicurazione
- NASDAQ Telecommunications Index — per le società di telecomunicazioni